# Region Landshut
Region Landshut (niem. Planungsregion Landshut) – region planowania w Niemczech, w kraju związkowym Bawaria, w rejencji Dolna Bawaria. Siedzibą regionu jest miasto na prawach powiatu Landshut.
Region leży we wschodniej części Bawarii. Na wschodzie graniczy z regionem planowania Donau-Wald, na południu z Austrią i regionem planowania Südostoberbayern, na zachodzie z regionem planowania Monachium i Ingolstadt, a na północy z regionem planowania Ratyzbona.

## Podział administracyjny
W skład regionu Landshut wchodzi:
- jedno miasto na prawach powiatu: (kreisfreie Stadt)
- trzy powiaty ziemskie (Landkreis)
- jedna gmina miejska oraz cztery gminy wiejskie należące do wspólnoty administracyjnej Mainburg z powiatu Kelheim, który należy do regionu planowania Ratyzbona

Miasta na prawach powiatu:
| Lp. | Nazwa miasta | Ludność (31.12.2010) | Powierzchnia km² |
| --- | ------------ | -------------------- | ---------------- |
| 1   | Landshut     | 63258                | 65,79            |

Powiaty ziemskie:
| Lp. | Nazwa powiatu     | Ludność (31.12.2010) | Powierzchnia km² | Liczba gmin |
| --- | ----------------- | -------------------- | ---------------- | ----------- |
| 1   | Dingolfing-Landau | 91011                | 877,80           | 15          |
| 2   | Landshut          | 148783               | 1.348,07         | 35          |
| 3   | Rottal-Inn        | 117952               | 1.280,00         | 31          |

Gminy powiatu Kelheim:
| Lp. | Nazwa gminy   | Ludność (31.12.2010) | Powierzchnia km² | Rodzaj gminy |
| --- | ------------- | -------------------- | ---------------- | ------------ |
| 1   | Aiglsbach     | 1670                 | 39,97            | wiejska      |
| 2   | Attenhofen    | 1336                 | 31,48            | wiejska      |
| 3   | Elsendorf     | 2039                 | 32,66            | wiejska      |
| 4   | Mainburg      | 14046                | 61,65            | miejska      |
| 5   | Volkenschwand | 1662                 | 29,24            | wiejska      |